# Hiéroglyphe égyptien D58
Pour les articles homonymes, voir Jambe (homonymie).

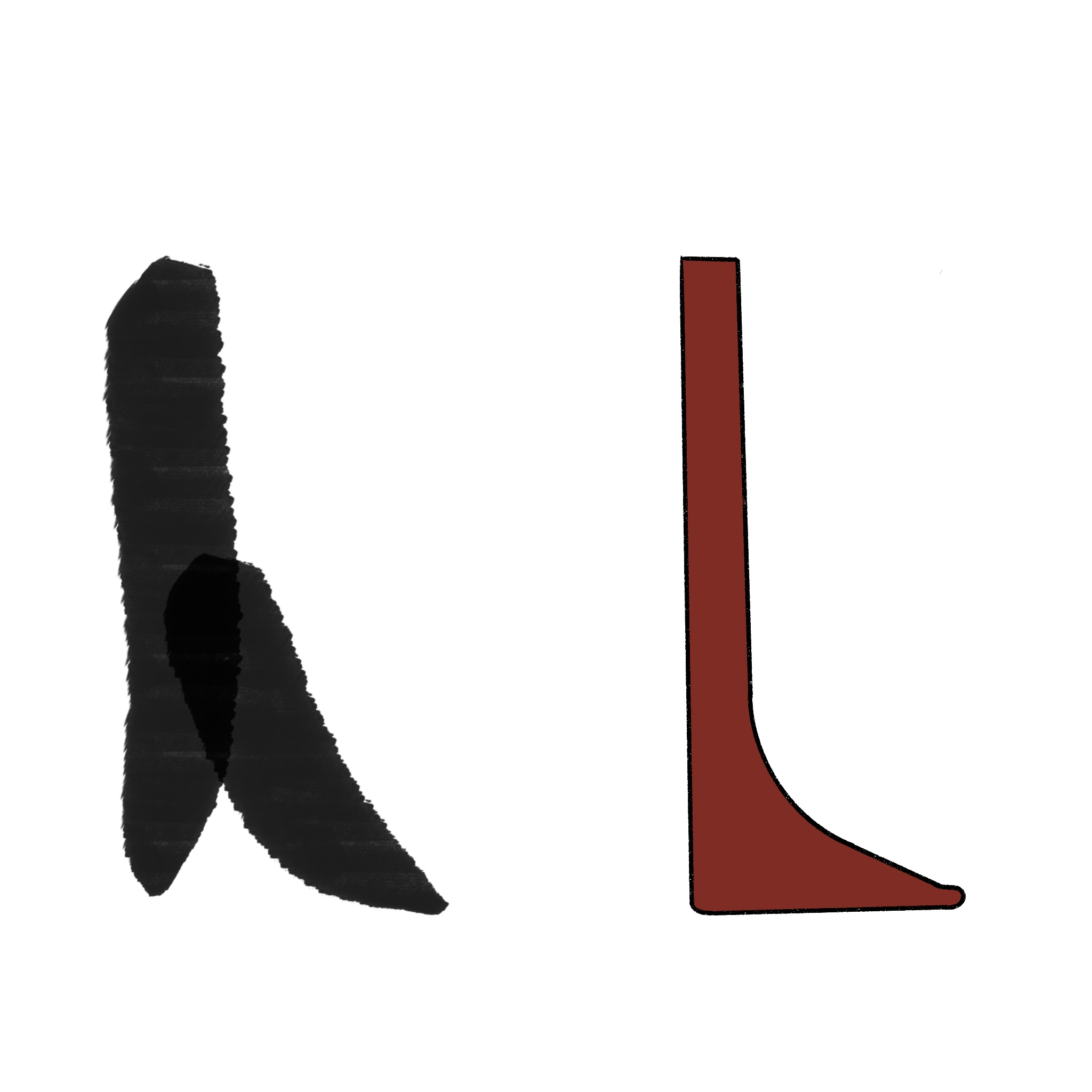
Version hiératique et hiéroglyphique

Le hiéroglyphe égyptien D58 (jambe) est classifiée dans la section D « Parties du corps humain » de la liste de Gardiner ; cet hiéroglyphe y est noté D58.

## Représentation
Il représente une jambe tendue. Il est translittéré b ou bw.

## Utilisation
| b | w |

| b | w |

| b | Z1 |

| b | Z1 |

d'où découle sa fonction en tant que phonogramme unilitère de valeur b.
| D56 |

| D56 |

## Exemples de mots
| R15 | b | t · t · N25 |

| R15 | b | t · t · N25 |

| Ab | b | w | E26 |

| Ab | b | w | E26 |

| Ab | b | N26 · O49 |

| Ab | b | N26 · O49 |